# Cheumatopsyche kimminsi
Cheumatopsyche kimminsi är en nattsländeart som beskrevs av G. Marlier 1961. Cheumatopsyche kimminsi ingår i släktet Cheumatopsyche och familjen ryssjenattsländor. Inga underarter finns listade i Catalogue of Life.